# Phyllonorycter tritaenianella
Phyllonorycter tritaenianella là một loài bướm đêm thuộc họ Gracillariidae. Nó được tìm thấy ở Québec và Hoa Kỳ (bao gồm Illinois, Kentucky, Maine, Michigan, New York, Connecticut và Massachusetts).
Sải cánh dài 7–8 mm.
Ấu trùng ăn Ostrya species, bao gồm Ostrya virginiana và Ostrya virginica. Chúng ăn lá nơi chúng làm tổ.